# Listă de sate din statul New Hampshire

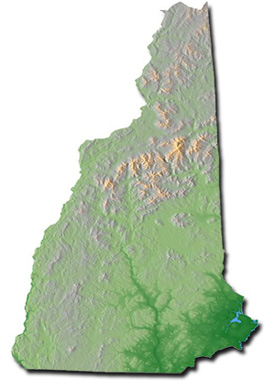
Harta statului
din SUA.

- Această pagină este o listă a satelor (în engleză villages)  municipalități]] din statul New Hampshire.
- Vedeți și Listă de orașe și târguri din statul New Hampshire.
- Vedeți și Listă de locuri desemnate pentru recensământ din statul New Hampshire.
- Vedeți și Listă de comunități neîncorporate din statul New Hampshire.
- Vedeți și Listă de localități din statul New Hampshire.
- Vedeți și Listă de zone de teritoriu neorganizat din statul New Hampshire.

## Lista alfabetică a satelor din New Hampshire

### A și B
- Balloch

### C
- Center Conway
- Chesham
- Chocorua
- Conway

### D și E
- East Merrimack
- East Rochester
- Etna

### F și G
- Glencliff
- Glendale

### L
- Lakeport

### M
- Melvin Village
- Meriden

### N
- North Conway

### O, P și Q
- Pinardville
- Pike
- Poocham

### R
- Redstone

### S
- Silver Lake
- Spofford

### T
- Tilton-Northfield

### X, Y și Z
- West Lebanon
- Woodsville
- Weirs Beach
- West Swanzey
- Wonalancet

## Vedeți și
- Listă de localități din statul New Hampshire
- Listă de orașe din statul New Hampshire
- Listă de orașe și târguri din statul New Hampshire
- Listă de locuri desemnate pentru recensământ din statul New Hampshire
- Listă de comunități neîncorporate din statul New Hampshire
- Listă de zone de teritoriu neorganizat din statul New Hampshire

respectiv
- Listă de localități din statul New Hampshire
- Comunități din statul New Hampshire după populație
- Locuri din statul New Hampshire după venit
- Comunități din statul New Hampshire după venitul întregii familii
- Listă de comitate din statul New Hampshire
- Lista orașelor din Statele Unite ale Americii după populație